# Munchies
Munchies es una película de humor y terror estadounidense de 1987. Dirigida por Tina Hirsh, producida por Roger Corman e interpretada por Harvey Korman, Charlie Stratton y Nadine Van der Velde.

## Argumento
Simon Watterman es un arqueólogo y ufólogo que ha viajado a Perú junto a su hijo, Paul, convencido de que encontrará alguna prueba de que en la presencia alienígena en la antigüedad. Paul no está conforme con estar allí con su padre, solo piensa en volver a Estados Unidos y empezar una carrera como actor, lo que desaprueba su padre.
Ambos se internan en una cueva de unas excavaciones, descubriendo una pequeña y amistosa criatura que enseguida aprende a balbucear su idioma. Lo llaman Arnold y, convencidos de que es un extraterrestre, se lo llevan a Estados Unidos.
Una vez de vuelta en casa, Simon se va en busca de algunos expertos y deja a Paul y a su novia vigilando a Arnold. La pareja decide intimar y se van al dormitorio. Cecil, el hermano gemelo de Simon, tiene micrófonos en su casa para espiarlo y aprovecha el momento para ir junto con su hijo a secuestrar a Arnold.
Cecil encarga a su hijo que vigile a Arnold mientras él se marcha a averiguar cuánto dinero pueden sacar de él. El hijo de Cecil, se enfada y termina acuchillando a Arnold pero este en vez de morir, se reproduce en tantas criaturas como en trozos lo han cortado. Criaturas malignas que matan al hijo de Cecil y huyen.
Paul y su novia descubren que Arnold no está y salen en su busca a la calle, encontrándose con que ahora son un grupo de criaturas que a modo de pandilla, van por el pueblo como vándalos y deciden perseguirlos.
Cecil vuelve a su casa junto a su esposa, encuentran a su hijo muerto y, tras avisar a la policía, salen en busca de Arnold. Se topan con Paul y su novia, que les explican que las criaturas son más y que están atacando a la gente, pero se enfadan y emprenden caminos distintos.
Las criaturas, que resultan ser unas pervertidas, llevan una espiral de vandalismo y asesinatos pero nadie se da cuenta de lo que realmente está pasando. Tan solo Paul y su novia, que se enfrentan a ellas en un par de ocasiones sin éxito.
Finalmente, siguen a las criaturas hasta la embotelladora, donde gracias a la cadena de montaje, que los despedaza, comienzan a reproducirse a gran escala pero Paul logra electrocutarlas a todas, convirtiéndolas en piedra.

## Reparto
| Actor                | Personaje               |
| -------------------- | ----------------------- |
| Charlie Stratton     | Paul Watterman          |
| Nadine Van der Velde | Cindy                   |
| Harvey Korman        | Simon / Cecil Watterman |
| Hardy Rawls          | Ed                      |
| Robert Picardo       | Bob Marvalle            |
| Wendy Schaal         | Marge Marvalle          |

## Curiosidades
La película es una de las muchas sucedáneas de Gremlins, con la peculiaridad de que la directora Tina Hirsh, fue la montadora de Gremlins. Fue rodada y montada en quince días.
La actriz Nadine Van der Velde había trabajado previamente en Critters, otro sucedáneo de Gremlins.
Roger Corman produjo dos películas más sobre criaturas llamadas Munchies, pero que no guardan relación alguna con la trama de esta primera película ni las criaturas son las mismas.